# Cinevideogroup
Cinevideogroup was een facilitair bedrĳf dat in de jaren 70 was begonnen als Oscar Films.
Destĳds hield het commerciële bedrĳf zich bezig met reclamespotjes. In 1978 maakte het bedrĳf een koerswĳziging en specialiseerde zich in live meercameraregistraties van sport- en muziekevenementen in binnen- en buitenland, een ENG- en postproductieafdeling. Zodoende werd de naam veranderd in Cinevideogroep. Het mediabedrĳf kende vestigingen in Hilversum en Almere. 
Hun portfolio bevatte onder andere Eredivisie- en Champions League-wedstrĳden, bobsleeën en de Olympische Spelen, maar ook concerten en festivals. 
Het mediabedrĳf kende vele eigenaren in hun bestaan: KPN, het Nederlands Omroepproduktie Bedrijf (NOB) en UBF Media Group. In 2007 werd het onderdeel van Euro Media Group en werd de naam veranderd in Cinevideogroup. In 2011 fuseerde het mediabedrĳf met UBF tot UNITED. Dit ging tegelĳk met de verhuizing naar het Audiocentrum op het Media Park.
Alle bedrĳven binnen de Euro Media Group veranderden in 2021 geleidelĳk hun namen in EMG waarbĳ een nieuwe huisstĳl bĳ kwam kĳken. In 2021 waren er nog een enkele overblĳfselen van het voormalige registratiebedrĳf te zien. De regiewagens NOVA 127 was de oude OBV 14 en ORION 215 is de vroegere OBV 15.